# Malta na Letnich Igrzyskach Olimpijskich 1996
Maltę na Letnich Igrzyskach Olimpijskich 1996 reprezentowało siedmiu zawodników: czterech mężczyzn i trzy kobiety. Był to jedenasty start reprezentacji Malty na letnich igrzyskach olimpijskich.

## Skład kadry

### Judo
Kobiety
- Laurie Pace – waga do 61 kg – 13. miejsce,

### Lekkoatletyka
Kobiety
- Carol Galea – maraton – nie ukończyła biegu,

Mężczyźni
- Mario Bonello – bieg na 100 m – odpadł w eliminacjach,

### Pływanie
Kobiety
- Gail Rizzo

50 m stylem dowolnym – 50. miejsce,
100 m stylem dowolnym – 48. miejsce,
100 m stylem grzbietowym – 33. miejsce,

### Strzelectwo
Mężczyźni
- Frans Pace

trap – 20. miejsce,
podwójny trap – 32. miejsce,

### Żeglarstwo
- Andrew Wilson – windsurfing mężczyźni – 38. miejsce,
- John Tabone – klasa Laser – 41. miejsce,